# Sedláčkův mlýn
Sedláčkův mlýn v Kosteleckých Horkách v okrese Rychnov nad Kněžnou v Královéhradeckém kraji je vodní mlýn, který stojí v západní části obce. Od roku 2020 je chráněn jako nemovitá kulturní památka České republiky.

## Historie
Mlýn byl postaven na místě vyhořelého mlýna podle plánu z roku 1886 stavitelem Hynkem Pasovským.

## Popis
Areál mlýna tvoří třístranný dvůr s budovou mlýna s bedněnou pilnicí a lednicí, stodolou situovanou paralelně s mlýnem a hospodářským objektem bývalých sádek, který kolmo přiléhá ke stodole. Stodola je s mlýnem spojena úzkým hospodářským krčkem se sedlovou střechou. Budova mlýna pochází z poslední čtvrtiny 19. století, dvůr byl hospodářskými objekty postupně rozšiřován během první poloviny 20. století a pilnice je z roku 1929. Uvnitř mlýna se dochovalo unikátní složení na výrobu jáhel, torzo jednoduchého uměleckého složení a pila jednuška.
Voda na vodní kolo vedla náhonem. Dochované vodní kolo na vrchní vodu je od výrobce František Sedláček, Kostelecké Horky.